# Otesánek (film)
Otesánek je český film, který podle stejnojmenné pohádky natočil v roce 2000 Jan Švankmajer jako surrealistický horor. Film obdržel tři České lvy v kategoriích nejlepší film, výtvarné řešení a plakát.

## Děj
Příběh vypráví o bezdětných manželech, kteří si pořídí dřevěnou (otesanou) náhradu za dítě. Dřevěná imitace obživne a začne jíst. Postupně sní všechny potraviny, rodiče začnou vyvářet obrovské množství jídla, poté mu servírují i pošťáka a sousedy. Otesánka uklidí do sklepa, kde požírá další lidi. Nakonec se za Otesánkem do sklepa vydává babka s motykou.
Ke svému filmu i k pohádce samé Švankmajer podal výklad, že Otesánek představuje „určitou část, iracionální část našeho života, kterou jsme svými smysly vyvolali v život, ale zároveň organizací našeho života (civilizací) vypudili na okraj společnosti, a kterou se marně snažíme nějak racionálně zpacifikovat. A tak je Otesánek stále s námi a požírá nás. Možná je to trest za zpackanou civilizaci."

## Film
- II. kamera: Jan Růžička
- Hudba: Carl Maria von Weber … předehra k opeře Čarostřelec
- Zvuk: Ivo Špalj
- Kostýmy: Jan Švankmajer, Eva Švankmajerová
- Výtvarník: Jan Švankmajer (rekvizit a dekorací), Eva Švankmajerová (kresleného filmu a kostýmů)
- Vedoucí produkce: Jaromír Kallista
- Zástupce ved. produkce: Věra Ferdová
- Produkce: Jaromír Kallista
- Koproducent: Keith Griffiths, Helena Uldrichová
- Asistent režie: Martin Kublák, Tijn Po
- Asistent kamery: Peter Nečas
- Zvláštní efekty (optické triky): Pavel Kryml, Ivan Haták
- Animace: Bedřich Glaser, Martin Kublák
- Odborný poradce: Vladimír Kroupa, Petr Špaček, Dušan Kukal
- Počítačová animace: Martin Stejskal
- Výroba: Athanor, Barrandov Biografia, Channel Four Films, Ilumination Films, Státní fond ČR pro podporu a rozvoj české kinematografie

## Hrají
- Jaroslava Kretschmerová … matka Alžbětky paní Štádlerová
- Veronika Žilková … Božena Horáková
- Jan Hartl … Karel Horák
- Pavel Nový … František Štádler
- Kristina Adamcová … Alžbětka
- Dagmar Stříbrná … paní správcová
- Zdeněk Kozák … pan Žlábek
- Gustav Vondráček … pošťák Mládek
- Arnošt Goldflam … gynekolog
- Jitka Smutná … sociální pracovnice Bulánková
- Jiří Lábus … policista
- Radek Holub … mladý pošťák
- Jan Jiráň … Karlův kolega
- Zdeněk Palusga … uniformovaný policista
- František Polata … tajný policista
- Václav Ježek … tajný policista
- Marie Marešová … role neurčena
- Anna Wetlinská … role neurčena
- Vojtěch Bernatský … role neurčena
- Tomáš Hanák … role neurčena
- Jiří Macháček … role neurčena